# Partido de José C. Paz
José C. Paz es uno de los 135 partidos de la provincia argentina de Buenos Aires. Está ubicado en el noroeste del Gran Buenos Aires a 40 km de la Ciudad Autónoma de Buenos Aires. 
Desde el 10 de diciembre de 1995, ejerce como entidad municipal después de la disolución del Partido de General Sarmiento en octubre de 1994. 
Limita con los siguientes partidos: Al norte con Pilar, al oeste con Moreno y Pilar, al sur con San Miguel y Moreno, y al este con Malvinas Argentinas y San Miguel. Es un municipio en el cual todo el partido es una ciudad salvo las áreas rurales.

## Historia
- 1869. Juan Buzzini y sus hijos fundaron un establecimiento ganadero y agrícola.

- 1870. En las tierras del viejo Partido de General Sarmiento fue surgiendo una nueva localidad ubicada en el noroeste a orillas del Arroyo Pinazo.

- 1891. Juan Buzzini vende sus tierras y quedan en manos de José Vicente Altube, natural de Oñate, Guipúzcoa.

- 1912. En julio, fallece un gran amigo de José Vicente Altube, José Clemente Paz en Montecarlo (Mónaco). Fue el fundador del diario "La Prensa".

- 1913. El 5 de mayo de 1913, el ministro de obras públicas a pedido de José Vicente Altube otorga el nombre José C. Paz a la estación ferroviaria. El 13 de julio, con una importante presencia popular se realiza la ceremonia oficial.

Años más tarde, en medio de los festejos realizados en la plaza José Altube (hoy con el nombre de Manuel Belgrano), José Vicente Altube en un acto de grandeza quita de allí la placa que llevaba su propio nombre y coloca una con el nombre de José C. Paz.
- 1994. A través de la Ley provincial N.º 11551, se creó el Partido de José C. Paz con una extensión territorial de 53 KM cuadrados.

- 2020. Fue incluido como parte de la "Red de Ciudades del Aprendizaje" por la UNESCO por su trabajo en materia de Educación, por las distintas obras municipales en materia de educación formal y no formal.

## Toponimia
En julio de 1912 fallece en Montecarlo (Mónaco), José C. Paz, diplomático y periodista, fundador del diario "La Prensa". Altube, su gran amigo, le rinde homenaje y su propósito es auspiciado por los habitantes. Así se forma la "Comisión de homenaje al periodista", presidida por el general José Garmendia. Gestionaron ante las autoridades nacionales y comunales que se otorgase el nombre de "José C. Paz" al pueblo, a la estación del Ferrocarril Pacífico que se hallaba en la planta urbana y a una calle de la localidad. El 5 de mayo de 1913 se consiguen los decretos provinciales.

## Geografía
El suelo es ligeramente ondulado, propios de la Región Pampeana, suelos profundos con hasta 3 dm de humus, y luego horizontes arcillosos (tosca). Prácticamente no quedan grandes extensiones de terreno sin edificar o parquizar.
Existen varios arroyos, los principales son: Pinazo y Zinny, aún a cielo abierto. Y los entubados Claro y Las Horquetas-Basualdo, trabajos realizados en los años 1997 y 1998; que sus cursos cortan el tejido urbano, uno prácticamente en su zona céntrica y el segundo cerca del límite con el partido de San Miguel, con lo cual no quedan vestigios naturales de sus cursos. 
Las precipitaciones y el clima pertenece al denominado "Templado Pampeano". La única fauna silvestre está compuesta por aves, y ellas son: hornerito, gorrión, calandria, ratucha, picaflor, y mixto.

### Sismicidad
La región responde a las subfallas «del río Paraná», y «del río de la Plata», y a la falla de «Punta del Este», con sismicidad baja; y su última expresión se produjo el 5 de junio de 1888 (137 años), a las 3.20 UTC-3, con una magnitud aproximadamente de 5,0 en la escala de Richter (terremoto del Río de la Plata de 1888).

### Área de
- Tormentas severas periódicas

## Población
Según los resultados definitivos del censo de 2022 la población del partido alcanza los 326.992 habitantes.

### Datos del censo de 2010
Según el censo del año 2010, José C. Paz contaba con 265,981 habitantes (Indec, 2010) lo que representaba el 1.7 % de la población de la provincia de Buenos Aires, con una densidad de 4604.2 hab./km²
La tasa de analfabetismo alcanzó al 2.3 % de los habitantes. Mientras que solo un 9.3 % alcanzó los estudios terciarios o universitarios, un 48.5% la educación secundaria y un 93.5% los estudios primarios.
La tasa promedio de hijos por mujer era de 2.3.
De los 265,981 habitantes, 13,513 (5.08%) eran nacidos en el extranjero. De los cuales: 11,558 provenían de países limítrofes (principalmente Paraguay y Bolivia), 1,219 de Europa, 623 del resto de América, 105 de Asia, y 8 de África.

## Localidades

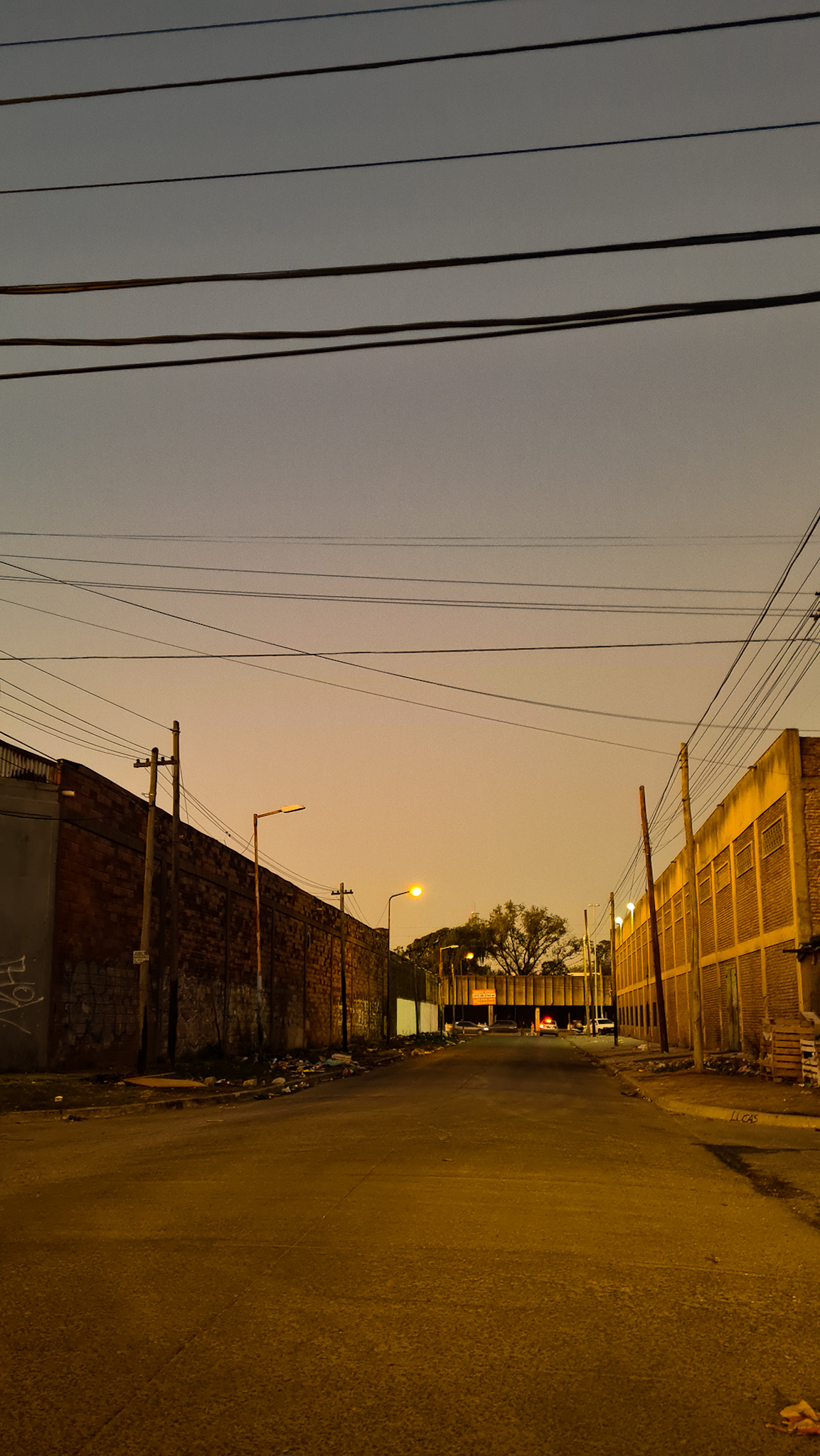

El municipio de José C. Paz, a diferencia de otros distritos de la provincia de Buenos Aires, no se encuentra dividido geográficamente en localidades. En el año 2003, el Concejo Deliberante aprobó por ordenanza un plano del municipio dividido en 72 barrios Sin embargo, al día de hoy estas divisiones se ven modificadas continuamente de manera virtual y dinámica; actualmente, el distrito puede subdividirse en 43 barrios, como deja ver un estudio realizado por el Laboratorio de Sistemas de Información Geográfica de la Universidad Nacional de General Sarmiento, basado en datos del último Censo de Población del Instituto Nacional de Estadísticas y Censos. Los barrios son, en orden alfabético:
- Barrio 20 de Junio
- Barrio 25 de mayo
- Barrio 25 de mayo sur
- Barrio 9 de julio
- Barrio Alberdi
- Barrio Alberdi oeste
- Barrio Antártida Argentina
- Barrio Centenario
- Barrio Diana
- Barrio El Cruce
- Barrio El Ombú
- Barrio Frino norte
- Barrio Frino sur
- Barrio Infico
- Barrio Juan Vucetich
- Barrio La Cava
- Barrio La Paz
- Barrio Las Acacias
- Barrio Las Heras
- Barrio Lido
- Barrio Mirador Altube
- Barrio Monte Criollo
- Barrio Moreno
- Barrio Parque Abascal
- Barrio Parque Alvear III
- Barrio Parque Alvear IV
- Barrio Parque Golf Club
- Barrio Parque Jardín
- Barrio Parque Peró
- Barrio Piñero
- Barrio Primavera
- Barrio Roosvelt
- Barrio Sagrada Familia
- Barrio San Atilio
- Barrio San Gabriel
- Barrio San Luis
- Barrio San Martín Oeste
- Barrio Santa Paula
- Barrio Sarmiento norte
- Barrio Sol y Verde
- Barrio Urquiza
- Barrio Villa Altube
- Barrio Villa Iglesias
- Barrio Villa Germano
- Barrio Yei Porá
- Barrio Zonino

## Infraestructura
En el partido de José C. Paz existen muy pocos edificios de altura considerables siendo la Torre Plaza Center de 22 pisos (actualmente en construcción) de avenida Hipólito Yrigoyen (RP24) esquina Av. Presidente Juan Domingo Perón, su edificio más elevado. Gran parte de la ciudad tiene viviendas de nivel medio y nivel bajo, siendo más creciente el oeste de la misma que al este. En la zona céntrica se encuentran edificaciones de nivel medio alto y alto.  Existen varios countries en el límite con Pilar, los dos más reconocidos son el Golf Club Argentino y Parque Pero. 
El municipio de José C. Paz posee un 48% de sus calles pavimentadas, aunque en la actualidad este porcentaje va aumentando lentamente ya que se está realizando la construcción de nuevos pavimentos, algunos con cordón y obra hidráulica, y otros solo con la capa asfáltica. Muchos de estos asfaltos se encuentran conectados con la ruta provincial 8 (ex-ruta nacional 8) y ruta provincial 24 (antigua ruta nacional 197). 
Respecto al suministro de agua potable y cloacas, la cobertura es muy baja. Solo un country, y los barrios de viviendas del plan federal cuentan con estos servicios. 

## Política
Su actual intendente Mario Alberto Ishii, fue elegido en octubre de 2019, y tomó posesión en diciembre de 2019.
| INTENDENTE         | FUERZA | PERÍODO   | PREDECESOR      | SUCESOR                 | PRESIDENTE             |
| ------------------ | ------ | --------- | --------------- | ----------------------- | ---------------------- |
| Rubén Oscar Glaria | PJ     | 1995-1999 | Cargo Creado    | Mario Ishii             | Carlos Saúl Menem      |
| Mario Ishii        | PJ     | 1999-2003 | Rubén Glaria    | Él mismo                | Fernando de la Rúa     |
| Mario Ishii        | PJ     | 2003-2007 | Él mismo        | Él mismo                | Néstor Carlos Kirchner |
| Mario Ishii        | PJ     | 2007-2011 | Él mismo        | Carlos Urquiaga         | Cristina Fernández     |
| Carlos Urquiaga    | PJ     | 2011-2015 | Mario Ishii     | Mario Ishii             | Cristina Fernández     |
| Mario Ishii        | PJ     | 2015-2019 | Carlos Urquiaga | Él mismo                | Mauricio Macri         |
| Mario Ishii        | PJ     | 2019-2023 | Él mismo        | Él mismo                | Alberto Fernández      |
| Mario Ishii        | PJ     | 2023-2027 | Él mismo        | Actualmente en el cargo | Javier Milei           |

## Industrias
Las industrias principales son las relacionadas con las cerámicas, textiles y alimentos, siendo una de las más sobresalientes del partido la empresa Alberdi de fabricación de cerámicas y porcelanatos.

## Salud
En el partido de José C. Paz cuentan con 8 hospitales municipales, 1 provincial, 1 UPA y 22 Centros de atención primaria de salud

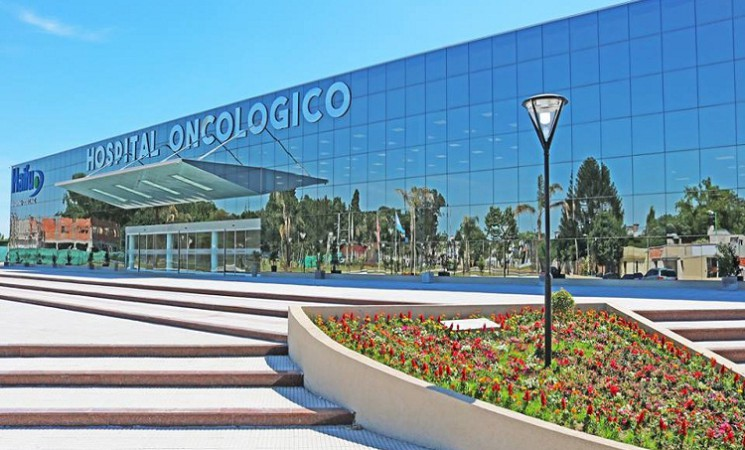
Hospital Oncológico de José C. Paz

- Hospital Municipal de atención a afecciones de las vías aéreas "Domingo Angio"
- Hospital Municipal de Emergencias Médicas "Cacho Caporalletti"
- Hospital Municipal Cardiovascular y metabólico "Miguel Buljan"
- Hospital Municipal de la Mujer y el Niño "Nelly Quiroga"
- Hospital Municipal de Oncología "Victoria Irene Ishii"
- Hospital Municipal Mental, terapéutico y en adicciones "Loiacono"
- Hospital Municipal de Odontología "Pte Peron"
- Hospital Municipal de Oftalmología "Eva Peron"
- Hospital Provincia del Agudos "Domingo Mercante"
- UPA 15 José C. Paz
- CAPS UNIDAD SANITARIA MIRADOR ALTUBE
- CAPS UNIDAD SANITARIA VUCETICH
- CAPS UNIDAD SANITARIA Bº SUIZO
- CAPS UNIDAD SANITARIA LAS HERAS
- CAPS UNIDAD SANITARIA Bº LAS ACACIAS
- CAPS UNIDAD SANITARIA FRINO SUR
- CAPS UNIDAD SANITARIA SAN ROQUE
- CAPS UNIDAD SANITARIA URQUIZA
- CAPS UNIDAD SANITARIA EL OMBU
- CAPS UNIDAD SANITARIA SAN ATILIO
- CAPS UNIDAD SANITARIA LA PRIMAVERA
- CAPS CIC LAS HERAS - JOSE C. PAZ
- CAPS CENTRO DE SALUD SUIZO IDEAL
- CAPS CENTRO DE SALUD SANTA PAULA
- CAPS UNIDAD SANITARIA ZONA NORTE
- CAPS UNIDAD SANITARIA LA PAZ
- CAPS UNIDAD SANITARIA SOL Y VERDE
- CAPS UNIDAD SANITARIA SAGRADA FAMILIA

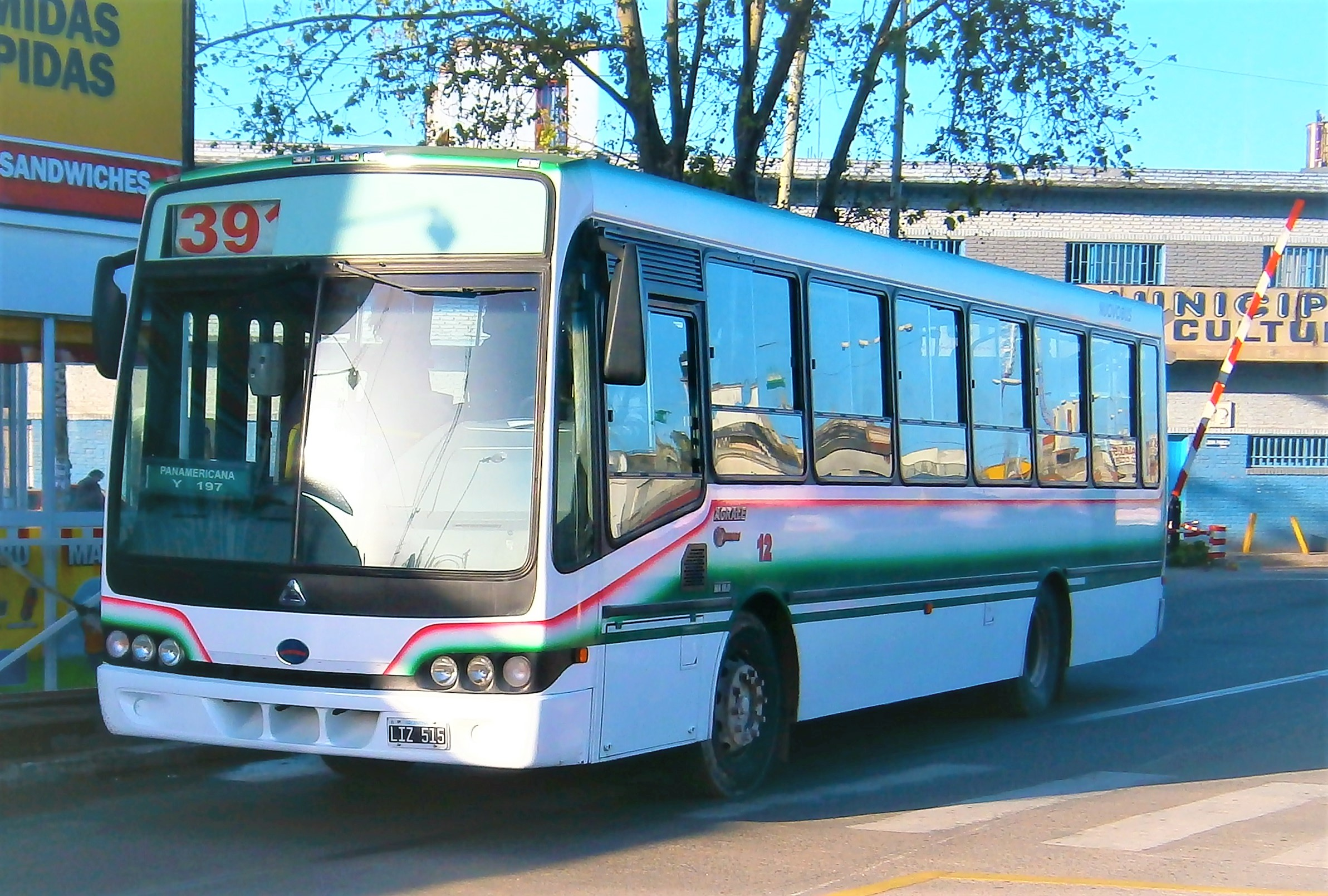
Colectivo de la línea 391, frente a la Parada Altimpergher.

- CAPS UNIDAD SANITARIA 9 DE JULIO
- CAPS UNIDAD SANITARIA ALBERDI
- CAPS UNIDAD SANITARIA PIÑEYRO II

## Transporte
El municipio cuenta con numerosos medios de transporte, entre los que se destacan los ómnibus de corta, media y larga distancia. 

### Colectivos

#### De circulación interna
- Línea 741
- Línea 749

#### De conexión intermunicipal
- Línea 303
- Línea 311
- Línea 315
- Línea 341
- Línea 365
- Línea 391
- Línea 440
- Línea 448
- Línea 449
- Línea 501

#### De conexión interprovincial (con la ciudad autónoma de Buenos Aires)

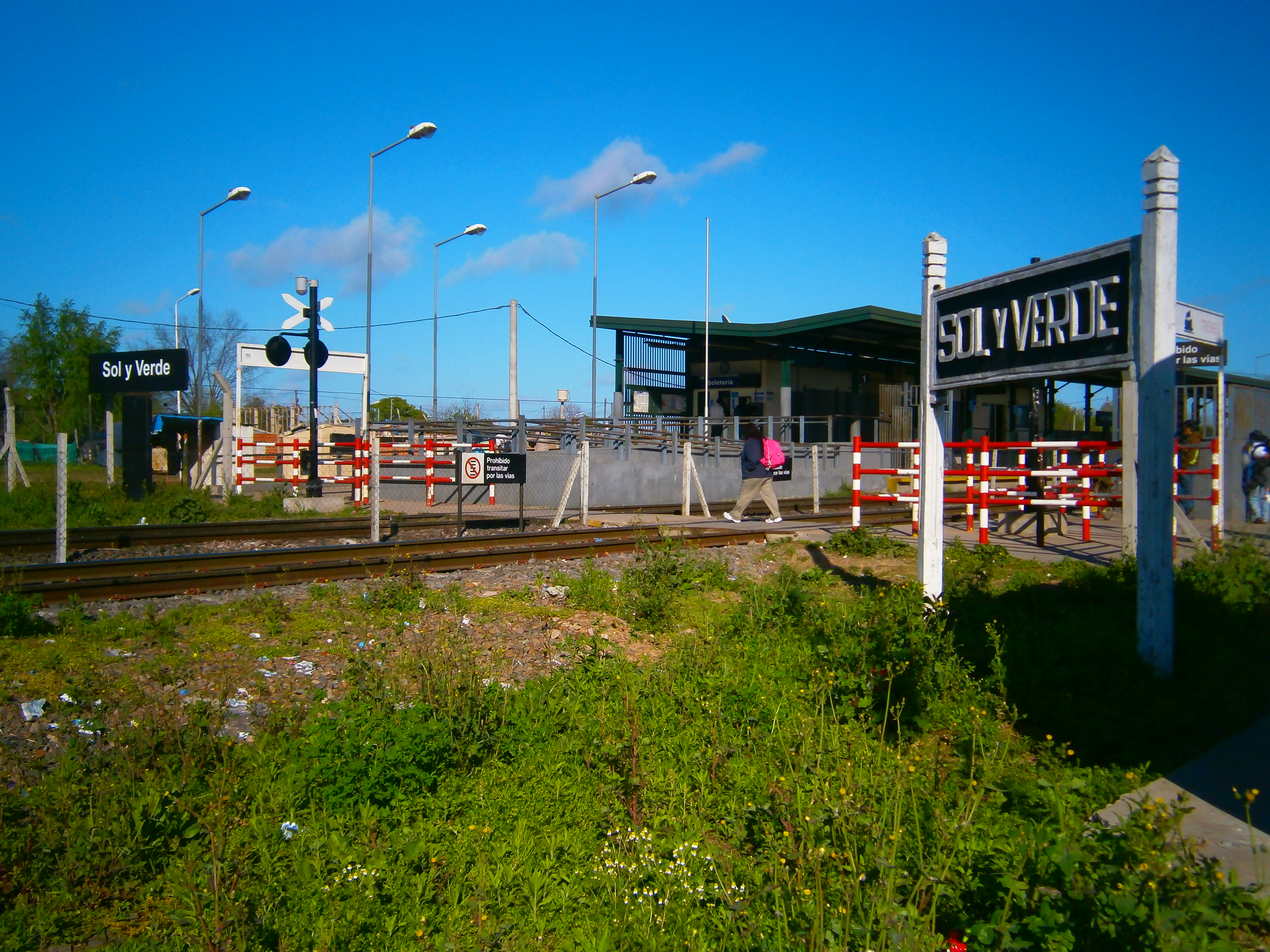
Estación Sol y Verde FFCC San Martín.

- Línea 53
- Línea 176
- Línea 182

### Ferrocarriles

#### Línea San Martín
Une al distrito con la ciudad de Buenos Aires (Estación terminal Retiro), y Luján (estación terminal Doctor Domingo Cabred, en la localidad de Open Door). También, funciona la línea interurbana, que une Retiro con Mercedes, Junín y Rufino, todos operados por Trenes Argentinos Operaciones. También pasan ferrocarriles de carga.
- Estación José C. Paz (Terminal intermedia de la línea, cuenta con cuatro andenes, y aquí se detienen también los trenes interurbanos).
- Estación Sol y Verde.

#### Línea Urquiza
Actualmente no circulan trenes. La Línea Urquiza contaba en el partido con la Parada Altimpergher y las estaciones Piñero y Juan Vucetich; por esta vía circulaba el Gran Capitán, que unía la estación Lacroze (en el barrio porteño de Chacarita) con Posadas, provincia de Misiones.

## Religión y Cultos
Dentro de la circunscripción geográfica existe en la cabecera, frente a la plaza central la parroquia de San José Obrero por la Iglesia católica. Históricamente la Iglesia Evangélica Luterana Unida mantuvo una presencia importante en la zona céntrica, con la ya inexistente Universidad Luterana, las escuelas primaria, secundaria y de formación superior, y los templos. En el partido predomina la presencia de templos cristianos de orientación evangélica, de los cuales uno de los más relevantes es el de la Iglesia Asamblea Cristiana Dios es Amor, a metros de la estación del ferrocarril San Martín, que cuenta con varios servicios semanales y una concurrencia de cientos de miembros y un anexo en el barrio José Altube.

## Masonería

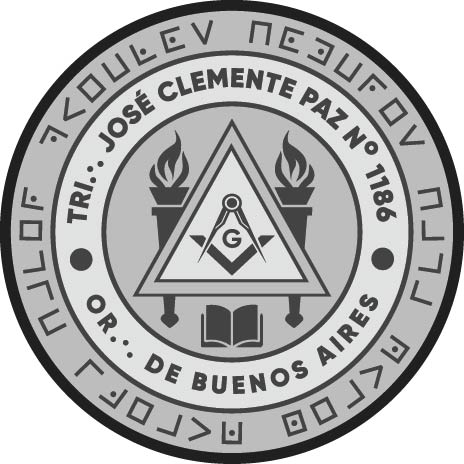
Escudo Oficial del Triángulo José Clemente Paz N.º 1186

Desde el año 2023, en el Partido de José C. Paz se ha establecido un triángulo masónico denominado Triángulo José Clemente Paz N.º 1186, dependiente de la Gran Logia Argentina de Libres y Aceptados Masones. 
Este triángulo fue creado con el propósito de rendir homenaje a José Clemente Paz, una figura emblemática cuyas contribuciones a la cultura, el periodismo y los ideales progresistas son ampliamente reconocidas. 
La fundación del triángulo también busca fomentar la conexión y cooperación entre los partidos del oeste de la provincia de Buenos Aires, promoviendo un ambiente de fraternidad y apoyo mutuo en la región.

## Ciudades hermanadas
El municipio de José C. Paz ha firmado distintos hermanamientos con otros distritos del mundo. Con Oñate, España, por lazos históricos (lugar de nacimiento de José Altube, fundador del distrito); con Guilmi, Italia, por lazos culturales (presencia de numerosos inmigrantes y descendientes de esta comuna en el distrito); y con Xiangyang (China), por lazos comerciales.
| Ciudad          | Región      | País     | Año  | Referencia |
| --------------- | ----------- | -------- | ---- | ---------- |
| Oñate           | País Vasco  | España   | 2000 | [ 10 ]     |
| Guilmi          | Abruzos     | Italia   | 2014 | [ 11 ]     |
| Xiangyang       | Hubei       | China    | 2017 | [ 12 ]     |
| Ciudad del Este | Alto Paraná | Paraguay | 2024 | [ 13 ]     |

## Personas destacadas
- José Clemente Paz (1842-1912): estanciero, político, diplomático y periodista, fundador del diario La Prensa y celebérrimo representante de la Generación del Ochenta.
- José Vicente Altube (1847-1918): comerciante, terrateniente, fundador y exdelegado municipal de Villa Altube, los cimientos de la actual José C. Paz.
- Héctor Ángel Arregui (1950-1996): futbolista profesional como centrocampista.
- Mario Alberto Ishii (1959-presente): político afiliado a la fuerza PJ, exsenador provincial y actual intendente de José C. Paz.
- José Carlos Granado (1962-1982): soldado partícipe en la guerra de las Malvinas, asignado al Crucero ARA General Belgrano.
- Lautaro Sebastián Martinez "Cerounno" (2003-presente): Artista y Compositor